# Frespera carinata
Frespera carinata är en spindelart som först beskrevs av Simon 1902.  Frespera carinata ingår i släktet Frespera och familjen hoppspindlar. Inga underarter finns listade i Catalogue of Life.